# Барселона
 Тази статия е за града в Испания.  Вижте също: Барселона (пояснение).
Барселона (среща се и като Барцелона) (на испански и каталонски: Barcelona, произношение на каталонски: [bəɾsəˈlonə], произношение на испански: [baɾθeˈlona]) е град в Североизточна Испания, столица на автономната област Каталония и административен център на провинция Барселона. С населението си от 1 620 343 жители към 2018 г. е вторият по големина град в Испания и на 11-о място в Европейския съюз. Барселона е център на метрополен регион с население от 5 474 482 души. Градът е домакин на много международни събития, сред които Международните изложения през 1888 и 1929 година и XXV летни олимпийски игри игри през 1992 година.
Летище Барселона - Ел Прат е деветото по големина пътническо летище в Европейския съюз, като през 2005 г. през него са преминали 27 милиона пътници.
Барселона е транспортен хъб, като пристанището на Барселона е едно от основните морски пристанища в Европа и сред най-натоварените европейски пътнически пристанища, особено за круизни кораби. Обширна магистрална мрежа и високоскоростна железопътна линия свързват града с Франция и останалата част от Европа.
Барселона е един от най-големите мегаполиси на Средиземно море, разположен на брега между устията на реките Лобрегат и Бесос и ограничен на запад от планинската верига Серра де Колсерола с най-висок връх 512 метра.

## Етимология
Произходът на името на града е неизвестен и съществуват множество теории и легенди, които се опитват да го обяснят. Знае се, че е древен иберийски град на племето лайетани, че е завладян от римляните и под името „Барсино“ се превръща в римска колония по времето на Юлий Цезар и Октавиан Август.
През Средните векове името еволюира, преминавайки през различни варианти, като Барчинона, Баркалона, Барчелона и Барченона.
Една от легендите за основаването на Барселона се гради на предполагаемото преосноваване на града от картагенския военачалник Хамилкар Барка, който  идва като завоевател на Иберийския полуостров, докато друга версия приписва това на сина му Ханибал Барка. Не съществуват обаче документални доказателства за връзка между името на картагенската фамилия и град Барселона.
Има и други обяснения на произхода на името на града, като според едно от тях, названието произлиза от финикийския период. Тази теория се основава на надпис Баркено, открит върху иберийска монета.
Съществува и легенда с митологично обяснение. Според нея Херкулес се отправил заедно с аргонавтите в търсене на Златното руно, но когато преминавали близо до днешния каталонски бряг, се извила буря и разпръснала корабите. След като бурята утихнала, разбрали, че липсва деветият кораб. След дълго търсене, Херкулес открил отломките от корабокруширалия BarcaNona (девети кораб) край днешния хълм Монтжуик. Местността била толкова гостоприемна, че екипажът решил с помощта на бога на търговията и изкуствата Хермес да основе на това място град с името Барканона.

## История
Една от теориите за основаването на Барселона е, че градът е основан в средата на II век пр.н.е. от Картаген. По-късно става част от Римската империя. След разделянето на империята през 395 г. сл. Хр. градът е в Западната Римска империя. С нахлуването на различни варварски племена през V век сл. Хр. на територията на Иберийския полуостров, градът е владение на остготите и част от тяхното кралство. В началото на VIII век маврите (най-общо казано бербери и араби) от Африка нахлуват на територията на Иберийския полуостров, но Барселона не е превзета. През първата половина на IX век градът става център на графство Барселона и на Испанската марка.
Маври и франки на няколко пъти завладяват Барселона и градът още пази следа от преминаването им в особеностите на по-старата си архитектура. През средните векове Барселона е присъединена към Арагонското кралство от Алфонсо II Арагонски. В централната част на града, позната като „Бари Готик“, букв. „Готическия квартал“, са запазени части от оригиналните римски стени редом с готическа архитектура, като Палау Реал Маджор, бившата резиденция на кралете на Арагон.
След завършването на Реконкистата градът започва да набира стопанска мощ. Играе важна роля във Войната за испанското наследство в началото на XVIII век. Към XIX век е един от най-добре икономически развитите градове в Испания. Началото на гражданската война в Испания е отбелязано и с обявяване на независима Каталонска република (освен Мадридската). Градът е бомбардиран неколкократно и е завладян от франкистите през януари 1939 г. След смъртта на Франко (1975 г.), започва период на демократично развитие и икономически разцвет, който се засилва още повече след приемането на Испания в Европейския съюз на 1 януари 1986 г.
През 1992 г. в града се провеждат XXV летни олимпийски игри. „Барселона“ на Монсерат Кабайе и Фреди Меркюри е песен, написана специално за събитието.

## География
Барселона се намира на североизточния бряг на Иберийския полуостров към Средиземно море, в равнина, ограничена от планинската верига на Колсерола и река Лобрегат на юг и запад и от река Бесос на север. Площта ѝ е 170 km2, от които 101 km2 заема самият град. Намира се на 160 km на юг от Пиренеите и каталонската граница с Франция.
Колсерола, част от крайбрежната планинска верига, огражда града от северозапад. Неговата най-високата точка връх Тибидабо, висок 512 m, предлага поразителна гледка над града. Барселона е осеяна с малки хълмове, повечето от които са урбанизирани, и дават своето име на построените върху тях квартали като Кармил (267 m), Путскет (181 m) и Ровира (261 m). От стръмния склон на Монтжуик (Montjuïc) (173 m), разположен на югоизток, се виждат от високо пристанището и крепостта Монтжуик, построена през XVII – XVIII век. Днес тя е музей, а Монтжуик е средище на няколко спортни и културни обекти, както и на най-големите паркове и градини в Барселона.

### Климат
Барселона има средиземноморски климат, с мека, влажна зима и топло, сухо лято. Барселона се намира на източния бряг на Иберийския полуостров, така че западните атлантически ветрове често пристигат тук с ниска влажност, непроизвеждащи дъжд. Разположена в близост до Атлантическия океан, нейната географска ширина и релеф са причините, поради които лятото не е толкова сухо, както в повечето други места по Средиземноморието. През някои години началото на юни все още е студено и дъждовно, а април и май заедно с август, септември, октомври и ноември, са най-дъждовните месеци на годината. Най-сухи месеци са юли, февруари, март и юни. Както и в много части на Каталония, времето през годината може да бъде много различно през различните години.
Общо казано, най-дъждовните сезони са пролетта и есента, а най-сухи са зимните и летните месеци. Западният средиземноморски климат е един от най-нередовните климати в света. Така например, една година октомври може да бъде много сух, а юли или февруари – дъждовни. Барселона и Лондон имат същото количество годишни валежи, но в Лондон климатът не е толкова нередовен и проливен като в Барселона.
От гледна точка на температурите, декември, януари и февруари са най-студените месеци, със средни стойности от 9 °C на летището и над 10 °C в града. Юли и август са най-горещите месеци, със средни температури от 24 °C. Най-високата температура в центъра на града е 38,6 °C [26]. Най-ниска температура е измерена на 11 февруари 1956 г. -6,7 °C и -5 °C на 12 януари 1985 г. Въпреки това през XIX век – януари 1896 г. са били измерени -9,6 °C.
В обсерваторията Фабра, разположена на хълма Тибидабо, 412 m над морското равнище, са измерени максимална лятна температура от 39,8 °C на 7 юли 1982 г. и най-ниската температура на века -10,0 °C – на 11 февруари 1956 г. Близо до хълмовете и летището годишните валежи достигат 650 mm, а в центъра на града около 600 mm.
| Климатични данни за Барселона      | Климатични данни за Барселона | Климатични данни за Барселона | Климатични данни за Барселона | Климатични данни за Барселона | Климатични данни за Барселона | Климатични данни за Барселона | Климатични данни за Барселона | Климатични данни за Барселона | Климатични данни за Барселона | Климатични данни за Барселона | Климатични данни за Барселона | Климатични данни за Барселона | Климатични данни за Барселона |
| Месеци                             | яну.                          | фев.                          | март                          | апр.                          | май                           | юни                           | юли                           | авг.                          | сеп.                          | окт.                          | ное.                          | дек.                          | Годишно                       |
| Средни максимални температури (°C) | 13,4                          | 14,6                          | 15,9                          | 17,6                          | 20,5                          | 24,2                          | 27,5                          | 28                            | 25,5                          | 21,5                          | 17                            | 14,3                          | 20                            |
| Средни температури (°C)            | 8,9                           | 9,95                          | 11,3                          | 13,05                         | 16,25                         | 19,95                         | 23,05                         | 23,65                         | 21,1                          | 17,05                         | 12,55                         | 10                            | 15,56                         |
| Средни минимални температури (°C)  | 4,4                           | 5,3                           | 6,7                           | 8,5                           | 12                            | 15,7                          | 18,6                          | 19,3                          | 16,7                          | 12,6                          | 8,1                           | 5,7                           | 11,13                         |
| Средни месечни валежи (mm)         | 41                            | 29                            | 42                            | 49                            | 59                            | 42                            | 20                            | 61                            | 85                            | 91                            | 58                            | 51                            | 628                           |
| Брой на дните с валежи             | 6                             | 5                             | 6                             | 7                             | 7                             | 6                             | 3                             | 6                             | 6                             | 8                             | 6                             | 6                             | 72                            |
| ---------------------------------- | ----------------------------- | ----------------------------- | ----------------------------- | ----------------------------- | ----------------------------- | ----------------------------- | ----------------------------- | ----------------------------- | ----------------------------- | ----------------------------- | ----------------------------- | ----------------------------- | ----------------------------- |
| Източник: worldweather.org         |                               |                               |                               |                               |                               |                               |                               |                               |                               |                               |                               |                               |                               |

## Административно деление
От 1987 г. градът е разделен на 10 административни района:
- Сиутат Велла (Стария град)
- Ешампле
- Сант Монтжуик
- Лес Кортс
- Сарриа-Сан Герваси
- Грасия
- Хорта-Гинардо
- Ноу Барис
- Сант Андрю
- Сант Марти

Районите се основават предимно на исторически разделения, а няколко са бивши градове, присъединени към Барселона през XVIII и XIX век, които все още поддържат своя собствен характер. Всеки район има свой собствен съвет, ръководен от градски съветник. Съставът на всеки районен съвет зависи от броя на гласовете, които всяка политическа партия има в този район, така че даден район може да бъде ръководен от съветник от партия, различна от изпълнителния съвет.

## Образование
Барселона има добре развита система за висше образование от държавни университети. Най-известните сред тях са Барселонския университет (основан през 1450 г.) и по-модерният университет Помпеу Фабра. Барселона също така е дом на Политехническия университет на Каталуния, а в частния сектор – EADA Business School (основан през 1957 г.), която става първата институция в Барселона, която провежда програми за обучение на мениджъри за бизнес общността. IESE Business School, както и най-голямата частна образователна институция, Ramon Llull University, която обхваща училища и институти като ESADE Business School. Автономният университет на Барселона, друг държавен университет, се намира в Белатера, град в столичния район. Toulouse Business School и Свободният университет на Каталуния (частен интернет-центриран свободен университет) също са базирани в Барселона.
Градът разполага с мрежа от държавни училища, от детски ясли до гимназии, под отговорността на консорциум, ръководен от градския съвет (въпреки че учебната програма е отговорност на Generalitat de Catalunya). Има и много частни училища, някои от тях римокатолически. Повечето такива училища получават публична субсидия за всеки ученик, подлежат на инспекция от публичните органи и са задължени да следват същите учебни насоки като държавните училища, въпреки че начисляват такси за обучение. Известни като escoles concertades, те се различават от училищата, чието финансиране е изцяло частно (escoles privades).
Езикът на обучение в държавните училища и escoles concertades е каталонски, както е предвидено в Закона за каталунското образование от 2009 г. Испанският език може да се използва като език на обучение от учителите по испанска литература или език, а чуждите езици – от учителите по тези езици.

## Спорт
Барселона има дълга спортна традиция и е домакин на изключително успешните летни олимпийски игри през 1992 г., както и няколко мача по време на Световното първенство по футбол през 1982 г. Градът е бил домакин на около 30 спортни събития с международно значение.
ФК Барселона е спортен клуб, най-известен в световен мащаб със своя футболен отбор, един от най-големите и вторият най-богат в света. Има 74 национални трофея (завършва 46 пъти като вицешампион) и 17 континентални трофея (като е подгласник 11 пъти), включително пет трофея от Шампионската лига на УЕФА от осем финала и три победи на Световното клубно първенство на ФИФА от четири финала. Клубът спечелва шест трофея за една календарна година през 2009 г., превръщайки се в един от само 2-та мъжки футболни отбора в света, спечелили желаната шестица, с изключение на Байерн Мюнхен през 2020 г. Барселона също има професионални отбори в други спортове като баскетбол, хандбал, хокей на ролери, хокей на лед, футзал и ръгби, всички наведнъж победители в най-високи национални и/или европейски състезания.
Музеят на клуба е вторият най-посещаван в Каталуния. Мачовете срещу градските съперници от РКД Еспаньол са от особен интерес, но има и други барселонски футболни клубове в по-ниски категории, като CE Europa и UE Sant Andreu. Баскетболният отбор на Барселона има забележимо съперничество в Лига ACB с близкия Ховентут Бадалона.
Барселона има три елитни стадиона според критериите на УЕФА: Камп Ноу на ФК Барселона, най-големият стадион в Европа с капацитет от 99 354 места; Олимпийския стадион с капацитет от 55 926 места; използван за Олимпийските игри през 1992 г.; и Eстади Корнея-Eл Прат с капацитет от 40 500 места. Освен това в града има няколко по-малки стадиона като Мини Eстади (също собственост на ФК Барселона) с капацитет от 15 000 зрители, Камп Мунисипал Нарсис Сала с капацитет 6563 и Ноу Сарденя с капацитет 7000 места. Градът разполага с още три многофункционални зали за спорт и концерти: Палау Сант Жорди с капацитет от 12 000 до 24 000 места (в зависимост от употребата), Палау Блауграна с капацитет 7500 и Палау делс Eспортс де Барселона с капацитет от 3500 места.
Барселона е градът-домакин на Световното първенство по водни спортове през 2013 г., което се провежда в Палау Сант Жорди.
Няколко състезания по шосейно бягане се организират целогодишно в Барселона: Маратонът на Барселона всеки март с над 10 000 участници през 2010 г., Cursa de Bombers през април, Cursa de El Corte Inglés през май (с около 60 000 участници всяка година), Cursa de la Mercè, Cursa Jean Bouin, Milla Sagrada Família и San Silvestre. Има и Ultratrail Collserola, който минава 85 километра през гората Колсерола. Open Seat Godó, 50-годишен тенис турнир от сериите ATP 500 Series, се провежда ежегодно в съоръженията на Real Club de Tenis Barcelona. Всяка година на Коледа се провежда състезание по плуване на 200 метра на Старото пристанище в Барселона. Близо до Барселона, в Монтмело, се намира състезателната писта Circuit de Barcelona-Catalunya с капацитет от 107 000 места, която е домакин на Гран при на Испания във Формула 1, Голямата награда на Каталуния за мотоциклети, испанския GT шампионат и състезания от сериите GP2. Скейтбордът и колоезденето също са много популярни в Барселона; в и около града има десетки километри велосипедни пътеки.

## Транспорт

### Летища
Барселона се обслужва от летище Барселона - Ел Прат, на около 17 км югозападно от центъра на Барселона. Това е второто по големина летище в Испания и най-голямото на средиземноморското крайбрежие, което е обслужило повече от 50,17 милиона пътници през 2018 г., показвайки годишна възходяща тенденция. Той е основен център за Вуелинг Еърлайнс и Райънеър, както и фокусно за Ибериа и Еър Европа. Летището обслужва главно вътрешни и европейски дестинации, въпреки че някои авиокомпании предлагат дестинации в Латинска Америка, Азия и Съединените щати. Летището е свързано с града чрез магистрала, метро, влак и автобусна линия по разписание. Нов терминал (T1) е построен и е въведен в експлоатация на 17 юни 2009 г.
Някои нискотарифни авиокомпании също използват летище Жирона-Коста Брава, на около 90 км на север, летище Реус, на 77 км на юг, или летище Йейда-Aлгире, на около 150 км на запад от града. Летище Сабадел е по-малко летище в близкия град Сабадел, предназначено за обучение на пилоти, аеротакси и частни полети.

### Морско пристанище
Пристанището на Барселона има 2000-годишна история и голямо съвременно търговско значение. Това е деветото по големина контейнерно пристанище в Европа с търговски обем от 1,72 милиона TEU през 2013 г. Пристанището се управлява от пристанищните власти на Барселона. Неговите 10 квадратни километра са разделени на три зони: Порт Вел (старото пристанище), търговското пристанище и логистичното пристанище (Свободното пристанище на Барселона). Пристанището е в процес на разширяване, което ще удвои размера му благодарение на отклоняването на устието на река Йобрегат на 2 километра на юг.
Пристанището на Барселона е водещото европейско пристанище за крайцери и много важна средиземноморска база за обръщане. През 2013 г. 3,6 милиона пасажери на развлекателни круизи са използвали пристанището на Барселона.
В района на Порт Вел се намират също Mаремагнум (търговски мол), мултиплекс кино, IMAX Port Vell и един от най-големите аквариуми в Европа – Аквариум Барселона, съдържащ 8000 риби и 11 акули, съдържащи се в 22 басейна, пълни с 4 милиона литра морска вода. Mаремагнум, който се намира в границите на пристанището, е единственият търговски център в града, който може да отвори в неделя и на официални празници.

### Национален и международен железопътен транспорт
Барселона е основен център за испанската железопътна мрежа. Главната междуградска железопътна гара на града е жп гара Барселона Сантс, докато крайната гара Eстасио де Франса изпълнява второстепенна роля при обслужването на крайградски, регионални и средни разстояния. Товарните услуги се извършват до местните индустрии и до пристанището на Барселона.
Високоскоростната железопътна система AVE на RENFE, която е проектирана за скорости от 310 км/ч, е разширена от Мадрид до Барселона през 2008 г. под формата на високоскоростна железопътна линия Мадрид – Барселона. Споделена високоскоростна железопътна линия RENFE-SNCF, свързваща Барселона и Франция (Париж, Марсилия и Тулуза, чрез високоскоростната железопътна линия Перпинян – Барселона) е пусната през 2013 г. И двете линии обслужват терминалната гара Барселона Сантс.

### Метро и регионална железница
Барселона се обслужва от широка мрежа от местен обществен транспорт, която включва система на метрото, автобусна мрежа, регионална железопътна система, трамваи, фуникуляри, релсови железници, кабинков лифт и въздушни кабинкови лифтове. Тези мрежи и линии се управляват от редица различни оператори, но те са интегрирани в координирана система за тарифи, администрирана от Autoritat del Transport Metropolità (ATM). Системата е разделена на тарифни зони (1 до 6) и са налични различни интегрирани карти за пътуване.
Мрежата на метрото в Барселона се състои от дванадесет линии, обозначени с „L“, последвано от номера на линията, както и от отделни цветове. Метрото до голяма степен работи под земята; осем линии на метрото се експлоатират по специална писта от Transports Metropolitans de Barcelona (TMB), докато четири линии се експлоатират от Ferrocarrils de la Generalitat de Catalunya (FGC) и някои от тях споделят коловози с градските линии на RENFE.
В допълнение към градското метро, няколко регионални железопътни линии, управлявани от Rodalies de Catalunya на RENFE, преминават през града, осигурявайки връзки до отдалечените градове в околния регион.

### Трамваи
Двете модерни трамвайни системи на града, Trambaix и Trambesòs, се експлоатират от TRAMMET. Историческа трамвайна линия, Tramvia Blau, също оперира между линия 7 на метрото и фуникуляра del Tibidabo.

### Фуникуляр и кабинков лифт
Метрото и железопътната система на Барселона се допълват от няколко въздушни кабинкови лифта, фуникуляри и релсови железници, които осигуряват връзки до станции на върха на планината. FGC управлява Funicular de Tibidabo нагоре по хълма Tибидабо и Funicular de Vallvidrera (FGC), докато TMB управлява Funicular de Montjuïc нагоре по Монтжуик. Градът разполага с два въздушни кабинкови лифта: кабинковия лифт Mонтжуик, който обслужва замъка Mонтжуик, и въздушния трамвай Порт Вел, който минава през Tоре Жауме I и Tоре Сант Себастиа над пристанището.

### Бус
Автобусите в Барселона са основна форма на обществен транспорт с обширни местни, междуградски и нощни автобусни мрежи. Повечето местни услуги се управляват от TMB, въпреки че някои други услуги се управляват от редица частни компании, макар и все още в рамките на тарифната структура на ATM. Отделна частна автобусна линия, известна като Aеробус, свързва летището с центъра на града със собствена тарифна структура.
Северната гара, бивша жп гара, която е реновирана за Олимпийските игри през 1992 г., сега служи като крайна спирка за междуградски и регионални автобусни услуги.

### Такси
Барселона разполага с таксиметров парк с измерване, управляван от Метрополен таксиметров институт, съставен от повече от 10 000 автомобила. Повечето от книжките са в ръцете на самостоятелно заети шофьори. С черно-жълтата си ливрея, такситата на Барселона са лесно забележими и могат да бъдат хванати от една от многото таксиметрови стоянки, повикани на улицата, по телефона или чрез приложение.
На 22 март 2007 г. Градският съвет на Барселона стартира услугата Bicing, услуга за велосипеди, разбирана като обществен транспорт. След като потребителят получи своята потребителска карта, той може да вземе велосипед от всяка от повече от 400 станции, разпръснати из града, и да го използва навсякъде в градската част на града, след което да го остави на друга станция. Услугата е успешна, с 50 000 абонирани потребители за три месеца.

### Пътища и магистрали
Барселона се намира на три международни маршрута, включително европейски път E15, който следва средиземноморския бряг, европейски път E90 до Мадрид и Лисабон и европейски път E09 до Париж. Той също така се обслужва от широка мрежа от пътища и магистрали в столичния район, включително A-2, A-7/AP-7, C-16, C-17, C-31, C-32, C-33, С-60.
Градът е заобиколен от три половин околовръстни пътя или байпаса, Ронда де Далт (B-20) (от страната на планината), Ронда дел Литорал (B-10) (по крайбрежието) и Ронда дел Mиг (разделен на две части: Tравесера де Далт на север и Гран Виа де Карлес III), две частично покрити бързи магистрали с няколко изхода, които заобикалят града.
Основните артерии на града включват Диагонал авеню, което пресича диагонално Барселона, Mеридиана авеню, което води до Глориес и се свързва с Диагонал авеню и Гран Виа де лес Кортс Каталанес, което пресича града от изток на запад, минавайки през центъра му. Известният булевард Ла Рамбла, въпреки че вече не е важен автомобилен маршрут, остава важен пешеходен маршрут.

## Архитектура
Бари готик (Barri Gòtic „готическият квартал“ на каталонски) е в центъра на стария град на Барселона. Много от сградите датират от Средновековието, някои още от римското управление на Барселона. Архитектурата на каталонския модернизъм (често позната като изкуство ар нуво в останалата част от Европа), е разработена между 1885 и 1950 г. и оставя важно наследство в Барселона. Голяма част от тези сгради са част от световното културно наследство.
Особено забележителна е работата на архитекта Антони Гауди, което може да се види в целия град. Неговата най-известна работа е огромната, но все още незавършена църква „Саграда Фамилия“, която е в процес на изграждане от 1882 г., и все още се финансира от частни дарения. Строежът започва едва през 1891 година с дарения от заможни приятели и от гражданите. Гауди е толкова обзет от идеята за построяването на храма, че към края на живота си живее в малка пристройка към него. За 35-те години до края на живота му (1926 г.) е построена само една от кулите, като в следващите години ученици на Гауди успяват да довършат и другите три кули. Оттогава строежът се издържа изцяло от дарения и все още не е завършен. За последните 10 години са построени още 4 от кулите, от западната страна (по план кулите са общо 12). Прогнозите са, че с последните, по-бързи темпове, има вероятност да бъде завършен изцяло към 2032 година.

## Паркове и градини
В Барселона има много паркове. Най-известните са парк „Гуел“ в квартал Грасия проектиран от Антони Гауди; паркът „Монтжуик“, разположен на хълма Монтжуик и парк „Сиудадела“, намиращ се в центъра на града, в който се намират парламентът на Каталония и Зоологическата градина. Открити са парк на Диагонал Мар, проектиран от Енрик Миралес, както и паркът „Форум“, който е домакин на световния форум на културата през 2004 г. Близо до Колсерола, на север от града, се намират централният парк „Ноу Барис“, един от най-големите в Барселона и паркът „Лабиринт на Хорта“, където храстите са засадени и почиствани, така че да се създаде лабиринт, където малки и големи да прекарват разходките си, забавлявайки се. Други по-малки паркове са парк „Индустриал“ в района на Сантс, парк „Клот“ в близост до Пласа де лас Глориас, парк „Гинардо“ в Орта-Гинардо и парк „Туро“ в непосредствена близост до площад „Франсес Масиа“.

## Известни личности
Родени в Барселона
- Еужени д'Орс (1881 – 1954), писател
- Антони Рибас (1935 – 2007), режисьор
- Жерар Пике (р. 1987), футболист

Починали в Барселона
- Антони Гауди (1852 – 1926), архитект
- Рикардо Винес (1875 – 1943), пианист
- Ласло Кубала, унгарски футболист и треньор
- Ролф де Маре (1888 – 1964), шведски балетен мениджър
- Мануел де Педроло (1918 – 1990), писател
- Антони Рибас (1935 – 2007), режисьор

## Галерия
- Стадион „Камп Ноу“
- Мозайка от Жоан Миро на Рамблас
- Площад „Испания“ с Арената в дъното
- Булевард „Рамбла“ – емблематично място в Барселона
- Площад „Каталония“
- Изглед към пристанищната част от Парка на цитаделата
- Стълбище на входа на Парка „Гюел“, проектирано от Антони Гауди
- Магическият фонтан в Монтжуик през нощта
- Латинският път
- Неделно празненство с музика и каталонски танци